# Cubesat Space Protocol
Космический протокол CubeSat (CSP) — протокол доставки сетевого уровня, разработанный для CubeSats. Идея была разработана группой студентов из Ольборгского университета в 2008 году и получила дальнейшее развитие для использования в миссии AAUSAT3 CubeSat, которая стартовала в 2013 году. Протокол основан на 32-битном заголовке, содержащем информацию о сетевом и транспортном уровнях. Он предназначен для встроенных систем, таких как 8-битный микропроцессор AVR и 32-битный ARM и AVR от Atmel. Реализован на языке C и перенесен для работы на FreeRTOS и POSIX и потоконаправленные операционные системы, такие как Linux. Поддержка Mac OS X и Microsoft Windows будет доступна в версии 1.1.
Аббревиатура CSP также расшифровывается как аббревиатура CAN Space Protocol, потому что первый драйвер уровня MAC был написан для CAN шин. С тех пор в физический уровень было включено несколько других технологий, и поэтому наиболее часто используемым названием стало — «космический протокол CubeSat», которое позволило не менять аббревиатуру.
Протокол активно поддерживается студентами в Ольборгском университете и побочной компанией GomSpace. Исходный код доступен под лицензией LGPL и размещен на GitHub.

## Описание
Космический протокол CubeSat позволяет распределенным встроенным системам развертывать сервис-ориентированную топологию сети. Уровни CSP соответствует уровням модели TCP/IP. Он поддерживает ориентированный на соединение Транспортный протокол (уровень 4), маршрутизатор-ядро (уровень 3) и несколько сетевых интерфейсов (уровень 1-2). Сервис-ориентированная топология упрощает проектирование спутниковых подсистем, поскольку сама коммуникационная шина является интерфейсом для других подсистем. Это означает, что каждому разработчику подсистемы нужно только определить контракт на обслуживание и набор номеров портов, на которые будет реагировать их система. Кроме того, подсистемные взаимозависимости сокращаются, и резервирование легко обеспечивается добавлением нескольких похожих узлов в коммуникационную шину.
Ключевые особенности:
- Простой API, похожий на сокеты Беркли.
- Ядро маршрутизатора со статическими маршрутами. Поддерживает прозрачную пересылку пакетов, например, spacelink.
- Поддержка работы без установления соединения (аналогично UDP) и операций с соединением (на основе RUDP).
- Служебный обработчик, который реализует ICMP — запросы, такие как пинг и состояние буфера.
- Поддержка циклического трафика. Это может быть использовано, например, для межпроцессорного взаимодействия задач подсистемы.
- Дополнительная поддержка широковещательного трафика, если поддерживается физическим интерфейсом.
- Дополнительная поддержка режима promiscuous(беспорядочный), если поддерживается физическим интерфейсом.
- Дополнительная поддержка зашифрованных пакетов с XTEA в режиме CTR.
- Дополнительная поддержка HMAC — аутентифицированных пакетов с усеченным SHA-1 HMAC.

## Поддерживаемые операционные системы
CSP должен компилироваться на всех платформах с последней версией gcc — компилятора. CSP требует поддержки функций C99, таких как встроенные функции и назначенные инициализаторы.
- FreeRTOS — протестирован на AVR8, AVR32 и ARM7.
- Linux — протестирован на x86, x86-64 и Blackfin.
- Mac OS X
- Microsoft Windows

## Драйверы физического уровня
CSP поддерживает несколько технологий физического уровня. Лицензионный исходный код LGPL содержит реализацию фрагментирующего интерфейса CAN и драйверов для процессоров SocketCAN и Atmel AT90CAN128, AT91SAM7A1 и AT91SAM7A3. Начиная с версии 1.1, CSP также включает интерфейсы для I2C и RS-232. Интерфейсам требуется только реализовать функцию для передачи пакета и вставить полученные пакеты в стек протокола с помощью функции csp_new_packet. CSP успешно протестирован со следующими физическими уровнями.
- CAN
- I2C
- RS-232 с использованием протокола KISS[1]
- CCSDS 131.0-B-1-S[2]/131.0-B-2[3] протокол космической связи
- TCP/IP

## Заголовок протокола

### Версия 1
Диапазон портов разделен на три регулируемых сегмента. Порты от 0 до 7 используются для общих служб, таких как статус пинга и буфера, и реализуются обработчиком службы CSP. Порты с 8 до 47 используются для конкретных служб подсистем. Все остальные порты, от 48 до 63, являются эфемерными портами, используемыми для исходящих соединений. Биты от 28 до 31 используются для маркировки пакетов с помощью HMAC, XTEA-шифрования, заголовка RDP и контрольной суммы CRC32.
| Bit offset | 31                       | 30                       | 29                       | 28                       | 27                       | 26                       | 25                       | 24                       | 23                       | 22                       | 21                       | 20                       | 19                       | 18                       | 17                       | 16                       | 15                       | 14                       | 13                       | 12                       | 11                       | 10                       | 9                        | 8                        | 7                        | 6                        | 5                        | 4                        | 3                        | 2                        | 1                        | 0                        |
| ---------- | ------------------------ | ------------------------ | ------------------------ | ------------------------ | ------------------------ | ------------------------ | ------------------------ | ------------------------ | ------------------------ | ------------------------ | ------------------------ | ------------------------ | ------------------------ | ------------------------ | ------------------------ | ------------------------ | ------------------------ | ------------------------ | ------------------------ | ------------------------ | ------------------------ | ------------------------ | ------------------------ | ------------------------ | ------------------------ | ------------------------ | ------------------------ | ------------------------ | ------------------------ | ------------------------ | ------------------------ | ------------------------ |
| 0          | Приоритет                | Приоритет                | Источник                 | Источник                 | Источник                 | Источник                 | Источник                 | Место Назначения         | Место Назначения         | Место Назначения         | Место Назначения         | Место Назначения         | Порт Назначения          | Порт Назначения          | Порт Назначения          | Порт Назначения          | Порт Назначения          | Порт Назначения          | Исходный Порт            | Исходный Порт            | Исходный Порт            | Исходный Порт            | Исходный Порт            | Исходный Порт            | Зарезервирован- ный      | Зарезервирован- ный      | Зарезервирован- ный      | Зарезервирован- ный      | H M A C                  | X T E A                  | R D P                    | C R C                    |
| 32         | Данные (0 — 65,535 байт) | Данные (0 — 65,535 байт) | Данные (0 — 65,535 байт) | Данные (0 — 65,535 байт) | Данные (0 — 65,535 байт) | Данные (0 — 65,535 байт) | Данные (0 — 65,535 байт) | Данные (0 — 65,535 байт) | Данные (0 — 65,535 байт) | Данные (0 — 65,535 байт) | Данные (0 — 65,535 байт) | Данные (0 — 65,535 байт) | Данные (0 — 65,535 байт) | Данные (0 — 65,535 байт) | Данные (0 — 65,535 байт) | Данные (0 — 65,535 байт) | Данные (0 — 65,535 байт) | Данные (0 — 65,535 байт) | Данные (0 — 65,535 байт) | Данные (0 — 65,535 байт) | Данные (0 — 65,535 байт) | Данные (0 — 65,535 байт) | Данные (0 — 65,535 байт) | Данные (0 — 65,535 байт) | Данные (0 — 65,535 байт) | Данные (0 — 65,535 байт) | Данные (0 — 65,535 байт) | Данные (0 — 65,535 байт) | Данные (0 — 65,535 байт) | Данные (0 — 65,535 байт) | Данные (0 — 65,535 байт) | Данные (0 — 65,535 байт) |